# Бристоль (городская агломерация)
Городская агломерация Бристоль — крупнейшая городская агломерация региона Юго-Западная Англия с населением более 500 тысяч человек. Основной город агломерации — Бристоль.

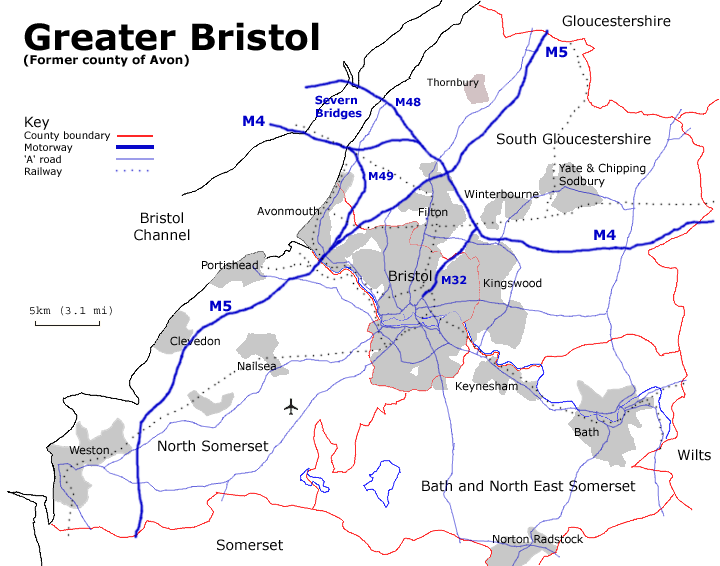
Городская агломерация Бристоль

По данным министерства статистики Англии (Office for National Statistics) в 2001 году городская агломерация Бристоль состояла из 3 населенных пунктов с общей численностью населения 551 066 человек.

## Список населенных пунктов
Населенные пункты городской агломерации Бристоль приведены в порядке убывания численности населения.
- Бристоль 420 556
- Кингсвуд 62 679
- Мэнготсфилд 33 762